# Sacrario militare di Castel Dante
Il  Sacrario militare di Castel Dante è un monumento funebre che sorge sulla sommità del Colle Castel Dante, vicino a Rovereto.

## Storia
Venne costruito secondo i modelli dell'arte fascista tra il 1933 e il 1936 da Ferdinando Biscaccianti sul dosso dove stavano i ruderi del Castel Lizzana e sul quale, a partire dal 1922 e sino al 1927, erano stati trasferiti resti dei caduti precedentemente sepolti nei numerosi cimiteri militari delle zone circostanti. Divenne poi un simbolo della vittoria italiana nel primo conflitto mondiale e, in seguito, un monumento alla memoria di tutti i caduti in territorio trentino, anche su fronti contrapposti. I lavori iniziarono nel 1933 e a causa di difficoltà presentatesi durante il percorso, il sacrario venne inaugurato solo il 4 novembre 1938.

### Il nome
Il luogo deve il suo nome ad una leggenda secondo cui il poeta Dante Alighieri fu, intorno al 1310, ospite del castello dei Castelbarco di Lizzana ormai ridotto a rovina.

## Descrizione
La costruzione, di aspetto imponente, è a due piani, collegati da scale interne. Al suo interno sono custodite le spoglie di Fabio Filzi e di Damiano Chiesa, i due irredentisti roveretani giustiziati dal governo austriaco per alto tradimento. Ci sono ancora le spoglie di circa ventimila soldati, noti e ignoti, italiani, austriaci (migliaia di trentini), cecoslovacchi e ungheresi caduti durante la grande guerra. L'edificio è ricoperto da una cupola di metallo e si ispira all'architettura classica. Al piano inferiore si trova una lapide su cui arde una fiamma in ricordo delle medaglie d'oro della Legione trentina (esercito italiano). A lato del pennone portabandiera situato nel piazziale si trova un vecchio rovere simbolo araldico della città di Rovereto. Ai margini della strada di accesso sono collocate alcune opere militari.